# Italien (dokumentarfilm)
|  | Denne artikel er oprettet af botten Steenthbot ud fra en ekstern database. Den kan derfor have sproglige fejl eller mangler. Denne skabelon kan fjernes efter kontrol af indholdet. |

 For alternative betydninger, se Italien (flertydig). (Se også artikler, som begynder med Italien)
Italien er en dansk dokumentarfilm fra 1938 instrueret af Preben Frank.

## Handling
Rejsen mod syd over Brennerpasset - Ved Gardasøen - Venezia - Marcussøjlen - Marcuskirken og og dogepaladset - Sukkenes bro - Rialtobroen - Gennem Appenninerne - Firenze - Domkirken - Sct. Hans fest - Roma - Peterskirken - Engelsborg - Fontana Trevi - Garibaldimonumentet - Colosseum - I Sabinerbjergene - Villa D'Este - Napoli - Ved Vesuvs krater - Pompeji - Capri - Milano.